# 4 Warmińsko-Mazurska Brygada Obrony Terytorialnej
4 Warmińsko-Mazurska Brygada Obrony Terytorialnej im. kpt. Gracjana Klaudiusza Fróga, ps. „Szczerbiec” (4 W-MBOT) – związek taktyczny Wojsk Obrony Terytorialnej Wojska Polskiego.

## Struktura organizacyjna
Struktura w 2017 :
- Dowództwo brygady – Olsztyn
- 41 batalion lekkiej piechoty – Giżycko
- 42 batalion lekkiej piechoty – Morąg
- 43 batalion lekkiej piechoty – Braniewo
- 44 batalion lekkiej piechoty – Ełk
- 45 batalion lekkiej piechoty im. Izydora „Burzy” Bukowskiego – Olsztyn

## Tradycje
Decyzją nr 15/MON Ministra Obrony Narodowej z dnia 28 lutego 2018, brygada przejęła i z honorem kultywuje tradycje:
- „Oddziału lotnego Armii Krajowej im. Króla Bolesława Chrobrego” (1943)
- 3 Wileńskiej Brygady Armii Krajowej (1943-1944)

Brygada przyjęła wyróżniającą nazwę „Warmińsko-Mazurska” i otrzymuje imię kpt. Gracjana Klaudiusza Fróga, ps. „Szczerbiec”.

Insygnia
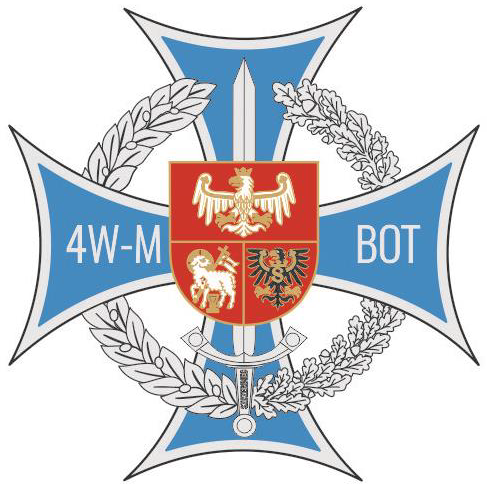
Odznaka pamiątkowa
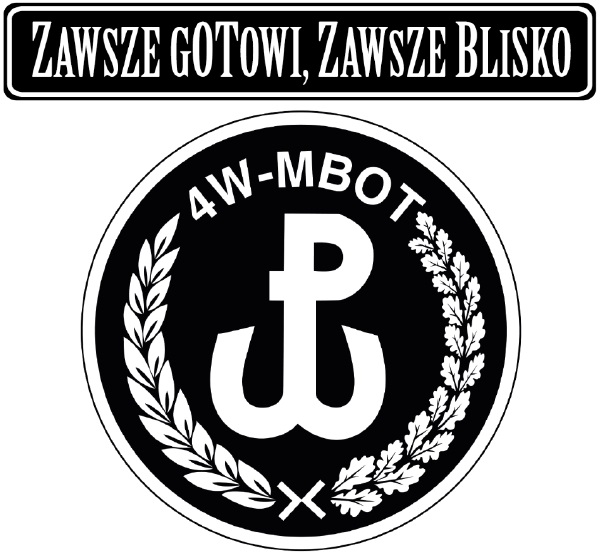
Oznaka rozpoznawcza na mundur wyjściowy
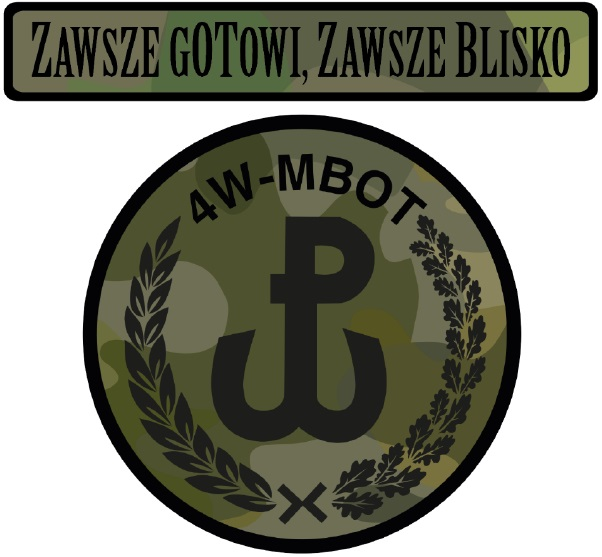
Oznaka rozpoznawcza na mundur polowy
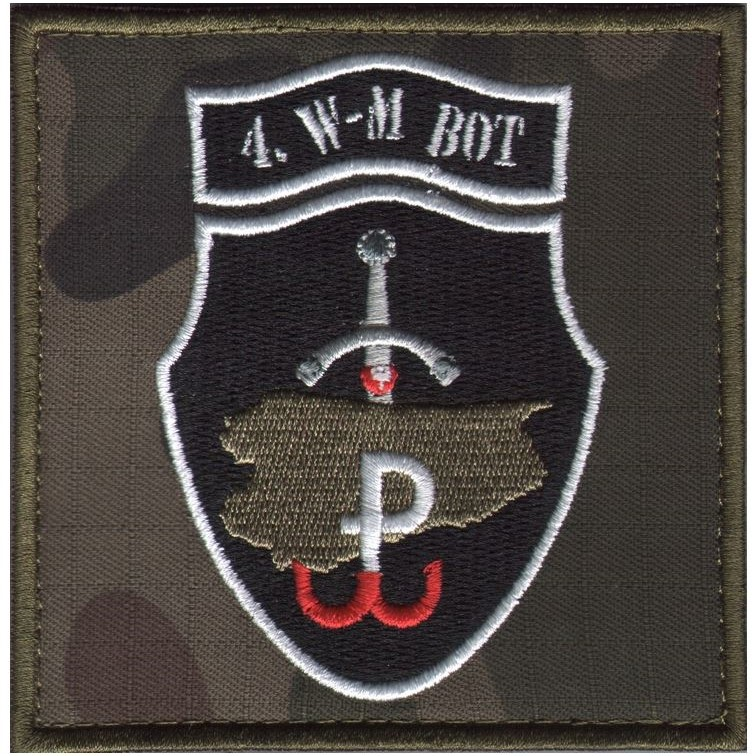
Nieformalna naszywka (2018)

## Dowódcy brygady
- płk Mirosław Bryś[4]  2017-2022
- płk Jarosław Kowalski od 2022